# Приаралски Каракум
Приаралски Каракум (на казахски: Арал қарақұмы; на руски: Приара́льские Караку́мы, букв. „приаралски черен пясък“)) е пясъчна пустиня в Приаралието (Къзълординска област), Казахстан, Средна Азия. Разположена е североизточно от Аралско море и северно от река Сърдаря, където е разположен космодрумът Байконур.

## Географска характеристика

### Релеф
Пустинята представлява песъклива хълмиста равнина с наклон към Аралско море. Заета е от дюни с височина до 25 м., падини до 8 м., а в котловините се разполагат глинести сиви почви от солончаци и такири. Липсват постоянни водоизточници, годишна сума на валежите 100 – 150 mm с максимум през есента. Растителността е типично пустинна - треви и полухрасти, като коило, пелин, солончаков ежовник, ракитовица, джузгун и камилски боб.

### Климат
Климатът е сух континентален, с големи колебания в сезонните и денонощните температури на въздуха.Зимата започва от средата на ноември и продължава до средата на март. Характеризира се с чести мъгли и средна януарска температура от -12 до -14 °C, абсолютен минимум −42 °C. Снежна покривка се образува през декември и достига до 16 sm при замръзване на земята до 1,3 m. Пролетта е суха и кратка - през март и април. Лятото продължава до септември със средна юлска температура 24-26 °C, безоблачно и сухо, абсолютен максимум 43 °C. През есента ръмят дъждове и първи сняг, а скоростта на северния вятър може да достигне 15 m/sec.

## Стопанство
Благодарение на плиткоразположените подпочвени води и слабото им изпаряване в Приаралските пясъци се задържа растителност, способна да поддържа развитието на пасбищно скотовъдство (овцевъдство, камиларство). За водопой се използват много кладенци и артезиански извори, я в котловините се изграждат кошари за целогодишно животновъдство.
- Аралско море
- Залез над Байконур
- Ендемичното лале на Борщов (Tulipa borszczowii)
- Овца порода Скуде